# Retaule de Sant Domènec de Silos
El retaule de Sant Domènec de Silos és un retaule obra del pintor Bartolomé Bermejo per a l'església parroquial de Santo Domingo de Silos, a Daroca. És un oli sobre taula, pintat entre 1474 i 1479.
El retaule va ser desmuntat al segle xix i se'n conserven només 3 taules de les 6 més predel·la que s'estima que tenia en origen.
A jutjar per les dimensions de les taules conservades s'estima que mesurava més de 4 metres d'alçada i de 3 d'amplada.
Dues de les seves taules es conserven al Museu del Prado i la tercera en una col·lecció particular.

## Taula central
Mostra la imatge del sant entronitzat. S'exhibeix actualment en el Museu del Prado de Madrid, al com va arribar en 1920 per una permuta amb el Museu Arqueològic Nacional.
És una taula procedent de Daroca (Aragó). Va ser encarregada el 5 de setembre de 1474. És una de les obres més impressionants del període gòtic per la seva gran grandària i la monumentalitat amb la qual és tractada la figura del sant, fent d'aquesta peça una de les més perfectes de la fi de l'estil hispà-flamenc. És la més antiga de les quals es coneixen d'aquest pintor, qui va crear escola a Aragó, amb seguidors tals com Martín Bernat i Miguel Ximénez.
És la taula central d'un retaule. Les taules laterals van ser acabades per Martín Bernat. Es tracta d'una pintura al tremp sobre fusta. Té gran grandària, inusual en la pintura espanyola d'aquest període.
El tema és religiós. Representa al sant espanyol Domingo de Silos, monjo que va fundar el Monestir de Silos (Burgos) al segle xi, sent el seu primer abat.
La taula presenta una composició piramidal, amb el sant al centre, assegut en un tron. La grandiosa figura del sant, solemne i rígid, es disposa frontalment. Aquesta dimensió monumental recorda a Hugo van der Goes, admirat pel pintor. El rostre és molt realista, amb efectes de llum que li proporcionen una sòlida corporeïtat i ho fan destacar de la resta del quadre. Aquest realisme en el rostre denota influència de l'escola flamenca. S'ha utilitzat el pa d'or a la manera de les icones romanes d'Orient, la qual cosa és típic de la pintura medieval, en particular a Espanya.
El sant llueix d'or, vestit com un bisbe, amb magnífiques robes de pontifical. Porta una mitra amb detallades pedres precioses. Amb l'avantbraç esquerre sosté el bàcul i fulleja un llibre, assegut en un tron ricament adornat, amb imatges de les set virtuts, albergades per tracerías i pinacles tallats. Les set virtuts estan pintades amb intens color i gran realisme, les tres teologals (fe, esperança i caritat) i les quatre cardinals (fortalesa, justícia, prudència i temprança).
A més del realisme en el rostre, destaca el tractament dels objectes d'orfebreria, els brodats, els plecs de la roba blanca, tan semblants a la pintura flamenca de l'època, i els temes al·legòrics decoratius. Evidencia el domini del pintor sobre la tècnica de l'oli.